# Данаил Михайлов
Данаил Михайлов е български волейболист. Роден на 1 юли 1974 г., той е висок 197 см и тежи 87 kg. 7 пъти шампион с Левски Сиконко.
Състезава се за Рен (Франция).
През 2013 г. става помощник-треньор на Силвано Пранди във фреския АСЮЛ (Лион).